# Walk on Water (Thirty Seconds to Mars)
Walk on Water is een nummer van de Amerikaanse rockband Thirty Seconds to Mars uit 2017. Het is de eerste single van hun vijfde studioalbum America.
"Walk on Water" gaat over vrijheid, doorzettingsvermogen, verandering en vechten voor waar je in gelooft. Sinds er na de verkiezingen van 2016 verdeeldheid heerst in Amerika probeert 30 Seconds to Mars met dit nummer de eenheid weer terug te krijgen. Lijnen als "Fist up in the firing line, times are changing" tonen een politiek randje. Activisme of niet, volgens leadzanger Jared Leto is het een nummer voor iedereen. "Walk on Water" flopte in Amerika, maar werd een bescheiden (radio)hit in Europa. In Nederland haalde het de 10e positie in de Tipparade, en in de Vlaamse Ultratop 50 haalde het de 46e positie.